# Pinnacle Centre

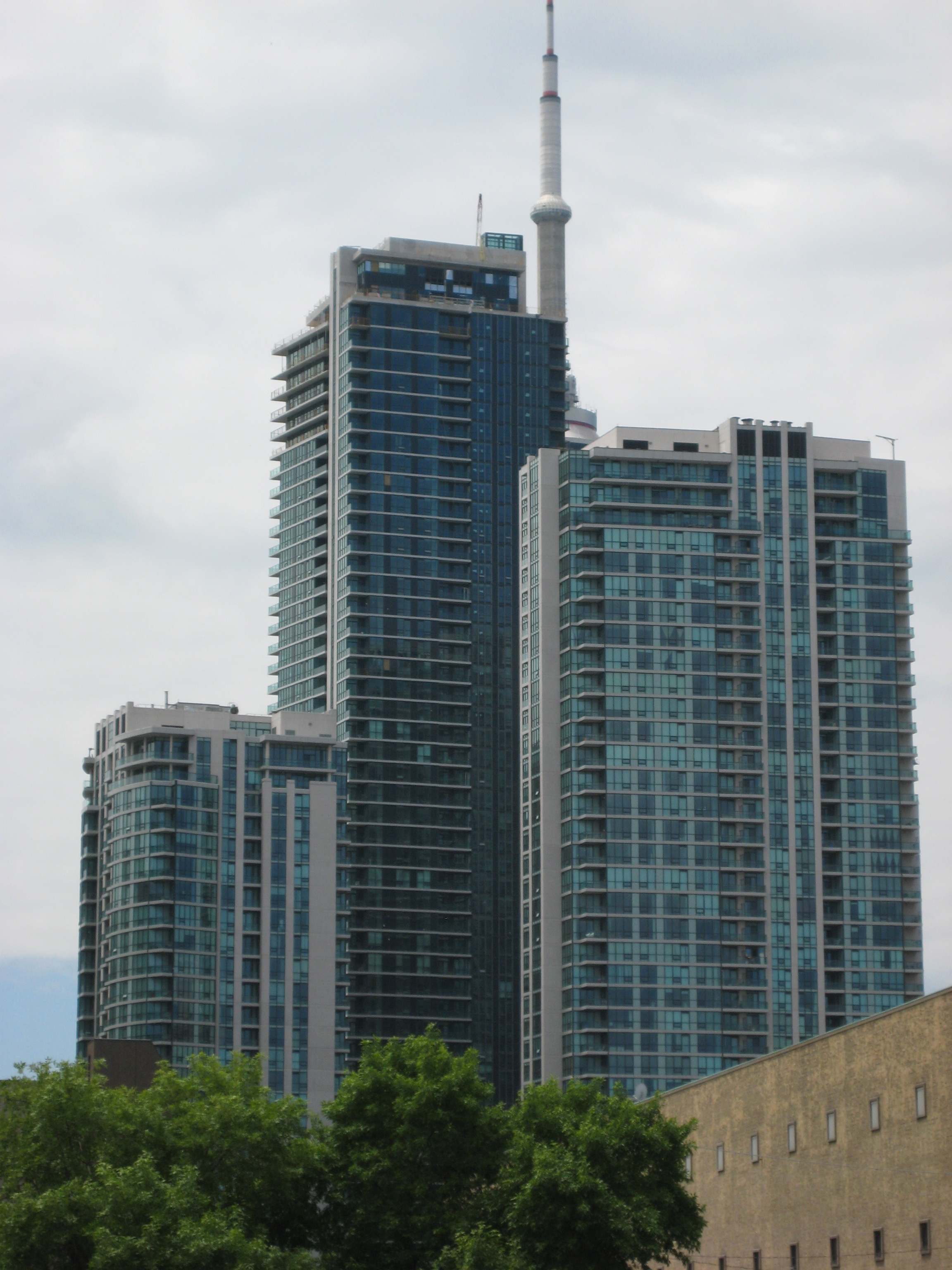
Pinnacle Centre, Überblick

Pinnacle Centre ist ein Wohnkomplex mit mehreren Eigentumswohnungen in mehreren Hochhäusern, in Toronto, Ontario,  Kanada. Der Wohnkomplex beinhaltet vier Hochhäuser und befindet sich an der Toronto Waterfront. Das Pinnacle Centre grenzt an die  Yonge Street im Osten, Harbourfront im Süden, Bay Street im Westen und den Gardiner Expressway im Norden. Der Wohnkomplex wurde von dem in Vancouver ansässigen, kanadischen Immobilienunternehmen Pinnacle International gebaut. 

## Gebäudeinformationen
Der Wohnkomplex beinhaltet vier Gebäude:
- Pinnacle A an der 16 Yonge Street. Das Gebäude wurde 2006 fertiggestellt. Es verfügt über 40 Etagen und eine Höhe von 124 Metern und 501 Apartments.
- Pinnacle B an der 12 Yonge Street. Das Gebäude wurde 2007 fertiggestellt. Es verfügt über 29 Etagen und 92 Metern Höhe und 298 Apartments.
- Success Tower 1 Das Gebäude wurde Ende 2009 fertiggestellt und verfügt über 53 Etagen und einer Höhe von 157,4 Metern Höhe. Mit den Antennen sogar 162 Meter.
- Success Tower 2 verfügt über 51 Etagen und eine Höhe von 135 Meter. Das Gebäude wurde im Frühling 2010 fertiggestellt.

## Einrichtungen
Der Gebäudekomplex besitzt neben den Wohnungen eine große Wellnesslandschaft mit Swimmingpool, Whirlpools sowie ein großes Fitnesscenter. Daneben befinden sich auf dem Gelände ein Outdoor Minigolfplatz, Tennisplatz, sowie eine Joggingbahn, die um das halbe Gelände verläuft. 

## Galerie

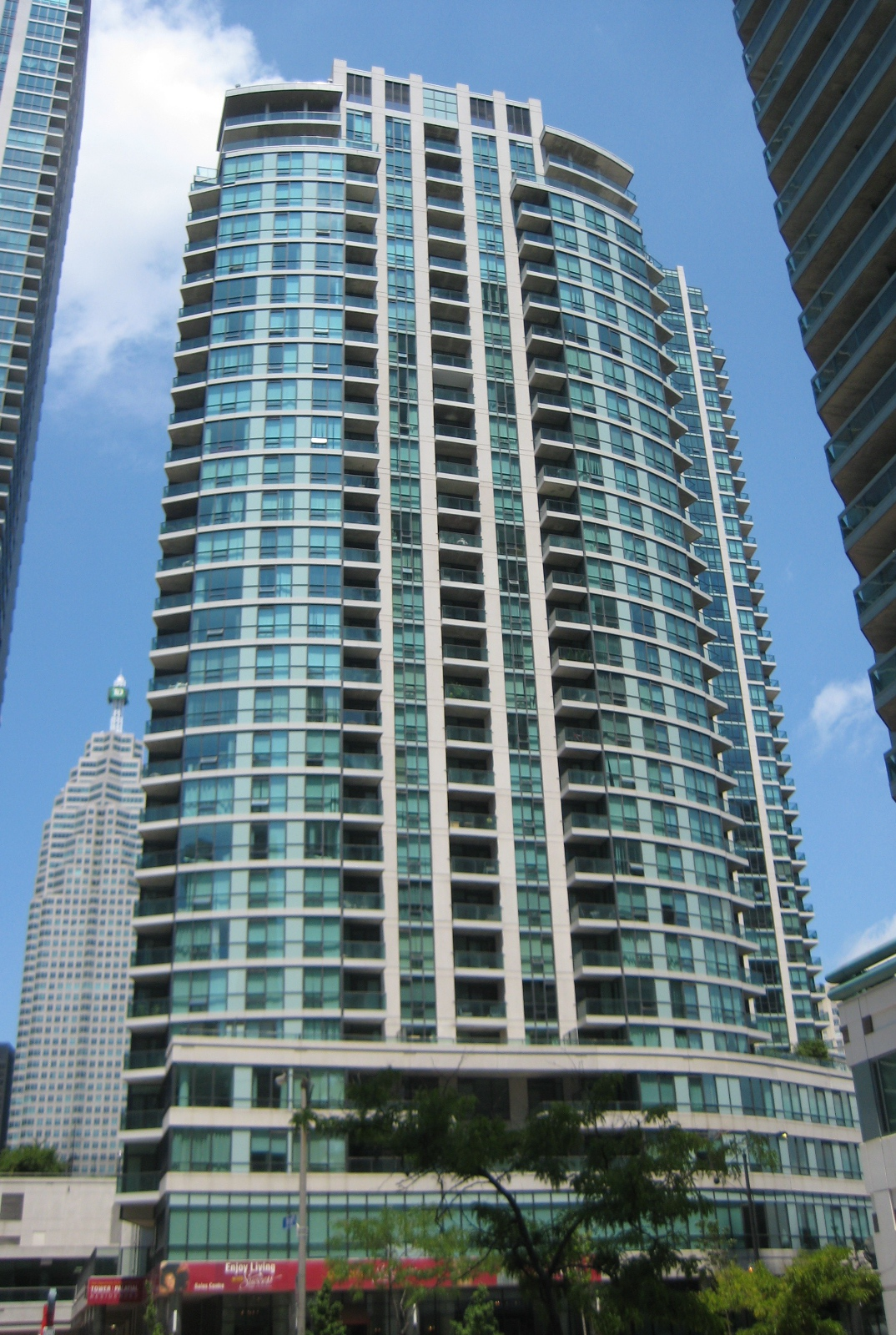
Der Pinnacle A Tower
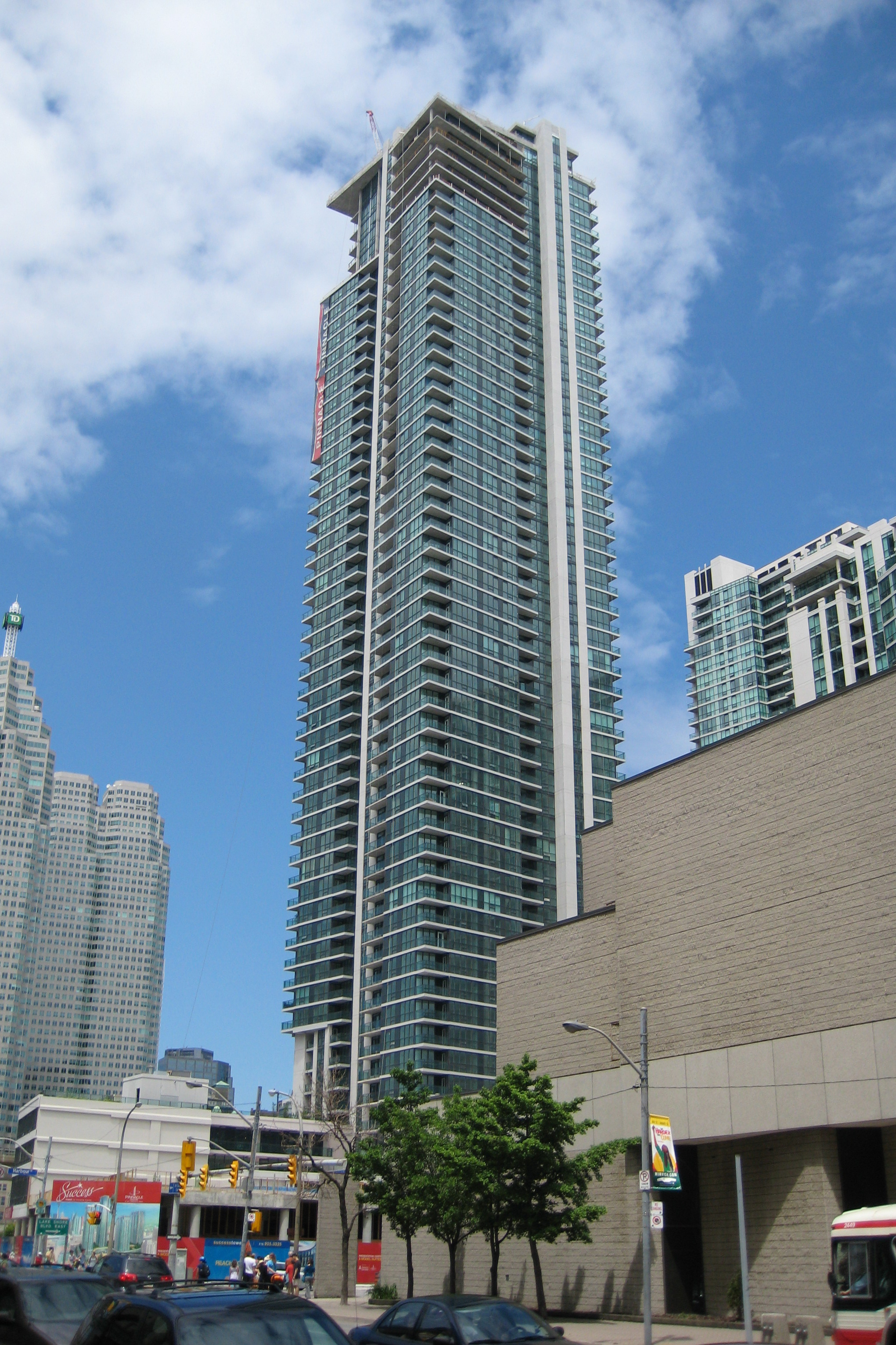
Der Success Tower